# Alexander Randall (Marylandpolitiker)
Alexander Randall, född 3 januari 1803 i Annapolis, Maryland, död 21 november 1881 i Annapolis, Maryland, var en amerikansk politiker. Han representerade Marylands fjärde kongressdistrikt i USA:s representanthus 1841–1843.
Randall utexaminerades 1822 från St. John's College i Annapolis, studerade därefter juridik och inledde 1824 sin karriär som advokat i Maryland. År 1840 blev han invald i representanthuset som Whigpartiets kandidat men beslutade sig för att inte ställa upp till omval i kongressvalet 1842.
Randall var gift två gånger, först med Catharine Wirt och sedan med Elizabeth Philpot Blanchard. Han var delstatens Marylands justitieminister 1865–1867. Efter tiden som whig var han först unionist och sedan republikan. Anglikanen Randall avled 1881 och gravsattes på St. Anne's Cemetery i Annapolis.